# Die seltsamen Wege des Pater Brown
Die seltsamen Wege des Pater Brown ist eine britische Kriminalkomödie aus dem Jahr 1954 von Robert Hamer mit Alec Guinness in der Titelrolle des gewitzten katholischen Gottesmannes mit kriminalistischem Spürsinn. Seinen Gegenspieler Flambeau spielt Peter Finch. Die Geschichte basiert auf dem gleichnamigen Charakter der Romane von G. K. Chesterton und ist an die Erzählung The Blue Cross angelehnt.

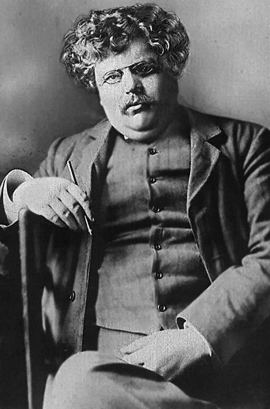
Schrieb die Romanvorlage zu diesem Film: Gilbert Keith Chesterton (1914)

## Handlung
Der englische römisch-katholische Pater Brown macht seinem Vorgesetzten, dem Bischof, mit seinen Eigenmächtigkeiten nicht immer nur Freude. Der verschmitzte Pfarrer hat nämlich einen unstillbaren Hang zu außerkirchlichen Aktivitäten, vor allem zu solchen, die seine kriminalistische Spürnase herausfordern. Der an das Gute in Jedermann glaubende Menschenfreund – zu Beginn des Films legt Brown wiedererlangte Diebesbeute (eine hohe Geldsumme) in den Tresor, aus dem sie von einem Gemeindemitglied gestohlen wurde und wird dabei prompt von der Polizei erwischt – versteht es wie kein anderer, sich in das Gehirn des gewöhnlichen Verbrechers hineinzuversetzen und dessen Untaten, wenn schon nicht zu verhindern, dann doch wenigstens aufzuklären. Dabei ist ihm die Bekehrung und moralische Läuterung des „verirrten Schafs“ stets wichtiger als dessen Bestrafung. Als der Pater erfährt, dass der international gesuchte Kunstdieb Flambeau, ein Meister der Verkleidung, plant, ein aus Browns Pfarrei stammendes wertvolles Kruzifix, das „Blaue Kreuz“, während eines Transports von London zu einer Eucharistie-Versammlung nach Rom zu stehlen, fühlt sich Pater Brown erwartungsgemäß herausgefordert. Dabei will der pfiffige Gottesmann aber auch zugleich seinem schurkischen Gegenspieler das Handwerk legen, ihn auf den rechten Pfad der Tugend zurückführen und damit Flambeaus sündige Seele vor dem ewigen Höllenfeuer bewahren. Da Brown den Bewachungskünsten von Scotland Yard nicht allzu viel Vertrauen entgegenbringt, entschließt er sich, als weniger auffälliger Wächter selbst das Kreuz in die Heilige Stadt zu begleiten.
Schon bei der Überquerung des Ärmelkanals, wo Brown einen angeblichen Autohändler namens Dobson ausmacht, wird er argwöhnisch, denn Brown kauft ihm in seinem Misstrauen den Autohändler nicht ab. Daraufhin vertraut sich Pater Brown einem Kollegen an. Doch ausgerechnet hier wäre sein Misstrauen angebracht gewesen, denn dieser falsche Priester erweist sich als niemand anderes als der französische Meisterdieb Gustave Flambeau. Und dem gelingt es prompt wenig später Pater Brown das Kreuz zu entwenden. Tief unten in den Pariser Katakomben kann Flambeau Pater Brown, der soeben mit einem Bekehrungsversuch Flambeaus gescheitert ist, abschütteln. Der Meisterdieb verschwindet mit dem gestohlenen „Blauen Kreuz“, von dem es heißt, dass es einst dem heiligen Augustinus gehört haben soll. Doch Brown, der sich in seiner Ehre gekränkt fühlt und daher polizeiliche Hilfe in Gestalt Inspector Valentines ablehnt, wendet all sein detektivisches Geschick an, um das sakrale Artefakt für seine Kirche wiederzuerlangen. An seiner Seite steht lediglich eine gute alte Freundin und enge Vertraute, Lady Warren. Mit ihrer Hilfe plant er, dem Womanizer Flambeau eine Falle zu stellen.
Doch der Mann der tausend Maskierungen ist längst nicht so leicht auszutricksen, wie Brown es sich erhofft hatte. Ein Katz-und-Maus-Spiel auf Augenhöhe zwischen dem verschlagenen Flambeau und dem ausgebufften Kirchendiener beginnt, das schließlich mit der reumütigen Bekehrung des Langfingers, den das Licht der Erkenntnis und Erlösung trifft, endet. Schließlich spürt Pater Brown das mit kostbaren zusammengeraubten Antiquitäten ausgestattete, geheime Anwesen Flambeaus auf. Voller Stolz präsentiert der steinreiche Dieb und Kunstsammler seine Gemäldesammlung, darunter El Grecos. Der aber reagiert verständnislos auf Flambeaus kleinbürgerliche Raffsucht und meint abschätzig: „Ich dachte, Sie sind ein großer Sünder, aber Sie sind doch nur ein kleiner. Ich kam in der Erwartung, hier einem außerordentlichen Geheimnis zu begegnen...“. Dann verlässt ein enttäuschter Pater Brown mit dem wiedererlangten Kruzifix das Anwesen. Als Akt finaler Läuterung folgt Flambeau der Mahnung des gläubigen Katholiken und überlässt „seine“ Kunstwerke einem Museum, damit fortan die Allgemeinheit sie bewundern kann.

## Produktionsnotizen
Die seltsamen Wege des Pater Brown entstand in Großbritannien und Frankreich (in Paris und auf dem Land) und wurde am 8. Juni 1954 in London uraufgeführt. Die deutsche Premiere fand am 19. November 1954 statt. Deutsche Fernsehpremiere war am 6. Januar 1964 im ZDF.
Vivian A. Cox übernahm die Produktionsleitung. John Hawkesworth gestaltete die Filmbauten, Julia Squire die Kostüme. Max Varnel war Regieassistent, Alec Mills Kameraassistent.
Muir Mathieson leitete die Orchestereinspielung von Georges Aurics Komposition, es spielte das Royal Philharmonic Orchestra.
Bei den Internationalen Filmfestspielen von Venedig erhielt der Streifen 1952 eine Nominierung für den Goldenen Löwen.

## Wissenswertes
- Nach einer weithin unbeachtet gebliebenen Filmproduktion von 1934 (Father Brown, Detective) war dies der zweite Pater-Brown-Kinofilm.
- Brown-Darsteller Alec Guinness konvertierte Jahre nach dieser Produktion zum Katholizismus.

## Synchronisation
| Rolle                | Darsteller      | Synchronsprecher      |
| -------------------- | --------------- | --------------------- |
| Pater Brown          | Alec Guinness   | Anton Reimer          |
| Gustave Flambeau     | Peter Finch     | Curt Ackermann        |
| Lady Warren          | Joan Greenwood  | Carola Höhn           |
| Bischof              | Cecil Parker    | Hans Zesch-Ballot     |
| Inspector Valentine  | Bernard Lee     | Bum Krüger            |
| Inspector Dubois     | Gérard Oury     | Harald Wolff          |
| Bert Parkinson       | Sidney James    | Werner Lieven         |
| Vicomte de Verdigris | Ernest Thesiger | Hans-Hermann Schaufuß |
| Inspector Wilkins    | John Horsley    | Christian Marschall   |

## Kritiken
In Variety hieß es: „Das ist immer eine sanfte Geschichte, gemächlich entfaltet und immer von einer meisterhaften Performance von Guinness dominiert. Der kurzsichtige Priester … wird von Guinness bewundernswerterweise zum Leben erweckt. Seine Leistung, so gut sie auch ist, überschattet nicht einen erstklassigen Schauspielerleistung von Peter Finch als dem internationalen Dieb, der gerne die seltenen Schätze sammelt, die er sich nicht leisten kann.“
Bosley Crowther fand in The New York Times, Pater Brown sei „ein gemächlicher, humorvoller Film.“
In Decent Films, wo der zum Teil deutlich kritisierte Film detailliert analysiert und mit der literarischen Vorlage verglichen wurde, ist zu lesen: „Guinness gibt einen herrlich angenehmen Pater Brown, und der Dialog des Films funkelt nur so von Blitzen Chesterton‘schem Witz.“
Das Lexikon des Internationalen Films urteilt: „Komödiantische Kriminalunterhaltung, die den Geist und die hintergründig-heitere Stimmung in G.K. Chestertons Geschichten perfekt wiedergibt. Durch die schauspielerische Leistung von Alec Guinness ein ungetrübter Genuß.“
Der Movie & Video Guide nannte Pater Brown „eine weitere britische Gemme, hervorragend besetzt“.
Halliwell‘s Film Guide nannte den Film „eine herrlich exzentrische Komödie“ und resümierte: „Eine durch und durch kultivierte Unterhaltung“.